# Badnagar
Badnagar è una suddivisione dell'India, classificata come municipality, di 30.951 abitanti, situata nel distretto di Ujjain, nello stato federato del Madhya Pradesh. In base al numero di abitanti la città rientra nella classe III (da 20.000 a 49.999 persone).

## Geografia fisica
La città è situata a 23° 04' 37 N e 75° 21' 31 E.

## Società

### Evoluzione demografica
Al censimento del 2001 la popolazione di Badnagar assommava a 30.951 persone, delle quali 15.943 maschi e 15.008 femmine. I bambini di età inferiore o uguale ai sei anni assommavano a 4.466, dei quali 2.341 maschi e 2.125 femmine. Infine, coloro che erano in grado di saper almeno leggere e scrivere erano 23.128, dei quali 12.764 maschi e 10.364 femmine.